# John Fred & His Playboy Band
John Fred & His Playboy Band war eine US-amerikanische Pop-Band, die 1967 mit dem Song Judy in Disguise (with Glasses) einen internationalen Hit hatten, der in vielen Staaten, unter anderem in Deutschland, ein Nummer-1-Hit war.

## Geschichte
John Fred (* 8. Mai 1941 als John Fred Gourrier in Baton Rouge, Louisiana, USA; † 14. April 2005 in New Orleans, LA) gründete seine erste Band bereits 1956. Diese Band nannte er John Fred & His Playboys.
Die erste Single Shirley erschien 1958 und kam in den US-Charts nur auf Platz 82.
Trotzdem wurde die achtköpfige Formation in ihrem Heimatstaat so populär, dass sie einen überregionalen Plattenvertrag bekamen. John Fred & His Playboys hieß das erste Album. Dann wurde aus den Playboys die Playboy Band, und die zweite Langspielplatte Agnes English erschien. Daraus ausgekoppelt wurde der Song Judy in Disguise (With Glasses). Diese Platte war als Parodie auf den Beatles-Song Lucy in the Sky with Diamonds gedacht. Sie verdrängte einen anderen Beatles-Song (Hello, Goodbye) von der Spitze und wurde ein absoluter Hit und Millionenseller.
Nach dem nächsten Album Permanently Stated ließ der Erfolg dann nach. Die Band trat bis in die 90er Jahre in den Südstaaten auf. John Fred wurde Produzent und Talentspäher für neue Bands, trainierte die Basketball-Mannschaft einer Highschool und wurde fester Bestandteil bei Konzerten und Shows in seiner Heimatstadt. Dort war er auch Gastgeber einer populären lokalen Radiosendung: The Roots of Rock’n’Roll. Im Jahr 2002 erschien seine letzte Langspielplatte, Somebody’s Knockin’. Kurz darauf erkrankte er schwer, und bei einer daraus resultierenden Nierentransplantation traten Komplikationen auf. Es folgte ein langer Krankenhausaufenthalt, bis er im April 2005 starb.

## Mitglieder
- John Fred Gourrier, Gesang
- Andrew Bernard, Saxofon
- Harold Cowart, Bassgitarre
- Tommy De Generes, Keyboards
- Ronald Goodson, Trompete
- Joe Miceli, Schlagzeug
- James O’Rourke, Gitarre
- Charles Spinosa, Trompete

## Diskografie

### Studioalben
| Jahr | Titel         | Höchstplatzierung, Gesamtwochen, AuszeichnungChartplatzierungen (Jahr, Titel, Platzierungen, Wochen, Auszeichnungen, Anmerkungen) | Höchstplatzierung, Gesamtwochen, AuszeichnungChartplatzierungen (Jahr, Titel, Platzierungen, Wochen, Auszeichnungen, Anmerkungen) | Höchstplatzierung, Gesamtwochen, AuszeichnungChartplatzierungen (Jahr, Titel, Platzierungen, Wochen, Auszeichnungen, Anmerkungen) | Höchstplatzierung, Gesamtwochen, AuszeichnungChartplatzierungen (Jahr, Titel, Platzierungen, Wochen, Auszeichnungen, Anmerkungen) | Höchstplatzierung, Gesamtwochen, AuszeichnungChartplatzierungen (Jahr, Titel, Platzierungen, Wochen, Auszeichnungen, Anmerkungen) | Anmerkungen                |
| Jahr | Titel         | DE | AT | CH | UK | US | Anmerkungen                |
| ---- | ------------- | --- | --- | --- | --- | --- | -------------------------- |
| 1968 | Agnes English | — | — | — | — | US154 (10 Wo.)US | Erstveröffentlichung: 1968 |

grau schraffiert: keine Chartdaten aus diesem Jahr verfügbar
Weitere Alben
- 1966: John Fred And His Playboys
- 1967: 34:40
- 1968: Judy In Disguise With Glasses
- 1968: Permanently Stated
- 1970: Love My Soul
- 1977: Juke Box

### Singles
| Jahr | Titel Album                                                                   | Höchstplatzierung, Gesamtwochen/‑monate, AuszeichnungChartplatzierungen (Jahr, Titel, Album, Platzierungen, Wochen/Monate, Auszeichnungen, Anmerkungen) | Höchstplatzierung, Gesamtwochen/‑monate, AuszeichnungChartplatzierungen (Jahr, Titel, Album, Platzierungen, Wochen/Monate, Auszeichnungen, Anmerkungen) | Höchstplatzierung, Gesamtwochen/‑monate, AuszeichnungChartplatzierungen (Jahr, Titel, Album, Platzierungen, Wochen/Monate, Auszeichnungen, Anmerkungen) | Höchstplatzierung, Gesamtwochen/‑monate, AuszeichnungChartplatzierungen (Jahr, Titel, Album, Platzierungen, Wochen/Monate, Auszeichnungen, Anmerkungen) | Höchstplatzierung, Gesamtwochen/‑monate, AuszeichnungChartplatzierungen (Jahr, Titel, Album, Platzierungen, Wochen/Monate, Auszeichnungen, Anmerkungen) | Anmerkungen                         |
| Jahr | Titel Album                                                                   | DE | AT | CH | UK | US | Anmerkungen                         |
| ---- | ----------------------------------------------------------------------------- | --- | --- | --- | --- | --- | ----------------------------------- |
| 1959 | Shirley –                                                                     | — | — | — | — | US82 (5 Wo.)US | Erstveröffentlichung: Februar 1959  |
| 1967 | Judy in Disguise (with Glasses) Agnes English / Judy In Disguise with Glasses | DE1 (2 Mt.)DE | AT1 (4 Mt.)AT | CH1 (10 Wo.)CH | UK3 (12 Wo.)UK | US1 Gold · (16 Wo.)US | Erstveröffentlichung: November 1967 |
| 1968 | Hey, Hey Bunny Judy In Disguise with Glasses                                  | — | — | — | — | US57 (6 Wo.)US | Erstveröffentlichung: Februar 1968  |

grau schraffiert: keine Chartdaten aus diesem Jahr verfügbar